# Elio Rinero
Elio Rinero (Beinasco, Provincia de Turín, Italia, 8 de abril de 1947) es un exfutbolista italiano. Se desempeñaba en la posición de centrocampista.

## Clubes

### Como futbolista
| Club               | País   | Año         |
| ------------------ | ------ | ----------- |
| Juventus F. C.     | Italia | 1966 - 1967 |
| Hellas Verona      | Italia | 1967 - 1968 |
| S. S. Lazio        | Italia | 1968 - 1969 |
| Juventus F. C.     | Italia | 1969        |
| Genoa C. F. C.     | Italia | 1969 - 1970 |
| Reggina Calcio     | Italia | 1970 - 1971 |
| S. P. A. L. 1907   | Italia | 1971 - 1974 |
| Salernitana Calcio | Italia | 1974 - 1975 |
| Alessandria Calcio | Italia | 1975 - 1976 |
| A. S. Bari         | Italia | 1976 - 1977 |

### Como entrenador
| Club      | País   | Año         |
| --------- | ------ | ----------- |
| A. C. Bra | Italia | 1982 - 1983 |

## Palmarés

### Como futbolista

#### Campeonatos nacionales
| Título  | Club             | País   | Año     |
| ------- | ---------------- | ------ | ------- |
| Serie A | Juventus F. C.   | Italia | 1966-67 |
| Serie B | S. S. Lazio      | Italia | 1968-69 |
| Serie C | S. P. A. L. 1907 | Italia | 1972-73 |